# Настоящие монстры
ААА!!! Настоящие монстры (англ. Aaahh!!! Real Monsters) — американский мультсериал, созданный студией «Класки-Чупо» для канала Nickelodeon.

## Сюжет
Действие сериала разворачивается в мире, в котором наряду с людьми обитают разумные монстры. Сериал рассказывает о приключениях трёх монстров, обучающихся в Академии Настоящих Монстров искусству пугать людей. Действие сериала в основном разворачивается в окрестностях города Ньюарк, Нью-Джерси.

## Основные персонажи
- Айкис (англ. Ickis) — главный герой сериала, маленький монстр, обладает большими длинными ушами. Один из самых страшных монстров, но в душе он очень добр, что мешает ему раскрыться. Умеет раздуваться, многократно увеличиваться в размерах, пугая тем самым людей (однако до тех пор, пока он этого не сделает, люди часто ошибочно принимают его за кролика — из-за ушей).
- Облина (англ. Oblina) — происходит из семьи богатых монстров. Любит искусство, поэзию, живопись. Очень тонкая и сильная натура. Имеет вид леденца, раскрашенного в чёрно-белые полоски. Любимый способ пугать людей — показывать им свои внутренние органы, также имеет способность превращаться в различные вещи и может растягивать своё тело на огромные расстояния.
- Крамм (англ. Krumm) — как у всех членов его семьи, глазные яблоки Крамма не прикреплены к телу и он носит их в руках, что вызывает определённые трудности, когда перед ним возникает необходимость использования обеих рук (в этом случае он помещает свои глаза в рот). Основным оружием Крамма в пугании людей является невыносимый смрад его подмышек. Крамм обладает хорошим аппетитом и страдает от боязни высоты.
- Громбл (англ. The Gromble) — наглый, жадный и психованный наставник в Академии Настоящих Монстров, преподаёт предмет пугания троице главных героев. Громбл известен своей привычкой умалять способности его учеников пугать людей, но часто терпит фиаско. Впрочем он не лишён и положительных качеств, так как он искренне заботится о безопасности своих учеников и прилагает все силы чтобы они не пострадали.  Имеет сильную тягу к красным туфлям на каблуках.
- Снорч — самый страшный монстр, из-за чего его все боятся, выглядит, как антропоморфное существо жёлтого цвета с большими клыками и двумя щупальцами-усиками на голове. Почти не разговаривает. Лучший друг Зимбо. В серии «Как Снорч впервые назвал меня по имени» влюбляется в Облину.
- Зимбо — монстр, похожий на одноногую пчелу с зелёными волосами. Большую часть времени сидит на голове Снорча.
- Саймон — охотник на монстров, жаждущий доказать людям, что монстры существуют. В одной серии в его ухо забрался Айкис.

## Награды
Мультсериал был награждён на фестивалях:
- 1й приз в разделе телешоу МФАФ в Оттаве, Канада, 1994,
- Приз «За самый смешной фильм» МФАФ в Аннеси, Франция, 1995,
- «Гран-при» МКФ в Оттаве, Канада, 1996.

## Видеоигра
В 1995 году по мотивам мультсериала вышла одноимённая видеоигра для платформ SNES и Sega Mega Drive, разработанная студией Majesco.
Также Айкис фигурирует в качестве одного из персонажей в игре Nicktoons Racing на PlayStation, PC и Game Boy Advance (хотя его нет в версии игры для Game Boy Color).
Проанонсировано участие персонажей в конструкторе мультфильмов от Microsoft Nickelodeon 3D Movie Maker.

## Список эпизодов

#### Сезон 1 (1994—1995)
1. 29 октября 1994: The Switching Hour / Ночь подмены.
2. 5 ноября 1994: Monsters, Get Real / Монстры!? Не выдумывай!. Snorched If You Do, Snorched If You Don’t / Что не делай всё равно к Снорчу попадёшь.
3. 12 ноября 1994: Curse of the Krumm / Проклятье Крамма. Krumm Goes Hollywood / Крамм в Голливуде.
4. 19 ноября 1994: Monster Make-Over / Ужасная операция. Airplane, a Wing and a Scare / На крыльях страха.
5. 26 ноября 1994: Krumm’s Pimple / Прыщик Крамма. Monster Hunter / Охотник за монстрами.
6. 3 декабря 1994: Monsters Don’t Dance / Монстры не танцуют. Gone Shopping / Несостоявшаяся покупка.
7. 10 декабря 1994: Old Monster / Старый монстр. Mother May I? / Мама, можно я?
8. 17 декабря 1994: Don’t Just Do It / Не все так просто. Joined at the Hip / Двуглавый монстр.
9. 24 декабря 1994: Smile and Say Oblina / Улыбка Облины. The Great Wave / На великой волне.
10. 31 декабря 1994: Cold Hard Toenails / Холодные твёрдые ноганогти. Attack of the Blobs / Нападение Блобов
11. 7 января 1995: Chip Off the Old Beast / Он весь в отца. The War’s Over / Война окончена.
12. 14 января 1995: Where Have All the Monsters Gone? / Куда исчезают монстры?.
13. 21 января 1995: Simon Strikes Back / Ответный удар Саймона. The Ickis Box / Ящик Айкиса.

#### Сезон 2 (1995)
1. 9 сентября 1995: Spontaneously Combustible / Внутреннее горение. Curse of Katana / Решение Катаны.
2. 16 сентября 1995: Monsters Are Real / Монстры действительно существуют. This Is Your Brain on Ickis / Мозг, занятый Айкисом.
3. 23 сентября 1995: Into the Woods / В лесу. Krumm Gets the Dreaded Nolox / Крамм борется с икотой
4. 30 сентября 1995: Mayberry UFO / Возможно пришельцы. I Dream of Snorch with the Long Golden Hair / Я мечтаю о длинном золотом волоске Снорча.
5. 7 октября 1995: Garbage Ahoy / Вижу мусор. Goin' Way South / На крайнем юге.
6. 14 октября 1995: Monster Who Came in from the Cold / Монстр пришедший с холода. Puppy Ciao / Прощай, щенок.
7. 21 октября 1995: The Rival / Соперница. Hats Off / Шляпы долой.
8. 28 октября 1995: O’Lucky Monster / О счастливец монстр. Eau de Krumm / Духи Крамм.
9. 4 ноября 1995: Rosh-O-Monster / Рош о монстр. The Tree of Ickis / Дерево Айкиса.
10. 11 ноября 1995: History of the Monster World / История мира монстров. Fear, Thy Name Is Ickis / Страх по имени Айкис.
11. 18 ноября 1995: Quest for the Holy Pail / В поисках Священного Ведра. Garbage in, Garbage Out / Неделя борьбы за чистоту.
12. 25 ноября 1995: A Room with No Viewfinder / Класс без видоискателя. Krumm Rises to the Top / Крамм отправляется в полёт.
13. 2 декабря 1995: The Five Faces of Ickis / 5 лиц Айкиса. Bigfoot, Don’t Fail Me Now / Большеног: не подводи меня.

#### Сезон 3 (1996)
1. 7 сентября 1996: Festival of the Festering Moon / Праздник Полнолуния. Simon’s Big Score / Саймону повезло.
2. 14 сентября 1996: Who’ll Stop the Brain? / Кто поймает Мозг?. Cement Heads / Цементные головы.
3. 21 сентября 1996: Ickis and the Red Zimbo / Айкис и красный Зимбо. Oblina and the Three Humans / Облина и три человека
4. 28 сентября 1996: Baby It’s You / О это ты малыш. Monsters Are Fun / Забавные монстры.
5. 5 октября 1996: Out of the Past / Тени прошлого. Ship of Fools / Корабль дураков.
6. 12 октября 1996: Eye Full of Wander / Чудесный глаз. Lifestyles of the Rich and Scary / Богатые и Ужасные.
7. 19 октября 1996: Krumm Gets Ahead / Крамму сделали голову. It’s Only a Movie / Всего лишь кино.
8. 26 октября 1996: You Only Scare Twice / Ты испугаешь только дважды. Less Talk, More Monsters / Меньше разговоров, Больше монстров.
9. 2 ноября 1996: Fistful of Toenails / Пригорошня ногтей. Blind Love, Monster Love / Слепая любовь монстра.
10. 9 ноября 1996: Amulet of Enfarg / Амулет Инфарга. Bad Hair Day / День длинных волос.
11. 16 ноября 1996: Monster Blues / Чудовищный Блюз. I Heard the Snorch Call My Name / Я слышал Снорч назвал меня по имени.
12. 23 ноября 1996: Wake Me When It’s Over / Разбудите меня когда это закончится. Things That Go Bump / Вещи из-за которых набиваешь шишки.
13. 30 ноября 1996: The Master Monster / Великий учитель. Slumber Scare / Вечер страшило, Кто кого.

#### Сезон 4 (1997)
1. 13 сентября 1997: Battle of the Century / Битва века. A Perfect World / Замечательный Мир.
2. 20 сентября 1997: Escape Claws / Спасение лобстеров. The Lips Have It / У тебя есть губы.
3. 27 сентября 1997: Walk Like a Man / Мужская прогулка. A Friend in Need / Все таки друг.
4. 4 октября 1997: Watch the Watch / Наблюдай за часами. She Likes Me? / Я ей нравлюсь.
5. 11 октября 1997: Oblina Without a Cause / Клёвая Облина. Slick Ick / Отполированный Айкис.
6. 18 октября 1997: Nuclear and Present Danger / Ядерная опасность. Loch Ness Mess / Лохнесский кошмар.
7. 25 октября 1997: Super Ickis / Супер Айкис. The Substitute / Заместитель.
8. 1 ноября 1997: The Great Escape / Великий побег. Beast with Four Eyes / Четырёхглазое чудовище.
9. 8 ноября 1997: Side by Side / Рука об руку. Hooked on Phobics / К вопросу о фобиях.
10. 15 ноября 1997: Spy vs. Monster / Шпион против монстра. Misery Date / Неудачное свидание.
11. 22 ноября 1997: Clockwise / Мудрое время. Gromble Soup / Суп Громбла.
12. 29 ноября 1997: Showdown / Соперники. Internal Affairs / Внутренние дела.
13. 6 декабря 1997: Laugh, Krumm, Laugh / Смейся, Крамм, смейся. Rookie Monsters / Новые ученики.